# 丸山智弘
丸山 智弘（まるやま ともひろ、1958年3月7日 - ）は神奈川県出身のプロゴルファー。

## 来歴
10歳でゴルフを始め、中学を卒業すると同時に中村寅吉の門を叩き、ゴルファーとしての姿勢から練習方法まで、ゴルフに関する全てを学んだ。
1978年にプロ入りし、1985年の第1回水戸グリーンオープンで川波通幸・杉谷博美・稲垣太成らを抑えて初優勝。
1987年には富山県オープンでは友利勝良・三上法夫・入野太と並んでの5位タイに入り、行動を共にしていた2歳下の芹澤信雄と組んだアコムダブルスではマイク・ファーガソン&オジー・ムーア（オーストラリア）ペアを競り落として優勝し、「中村寅吉最後の直弟子」として知られるようになる。
1988年の関東プロでは試合直前に鍼治療により苦しめられていた腰痛が解消し、初日には嵐のような雨の中で4アンダーの首位に立つ。2日目も好調で、1イーグル、4バーディを奪う快進撃で66をマーク。トータル10アンダーにスコアを伸ばし、2位の牧野裕らに7打差をつけ、独走態勢で前半を折り返した。
決勝ラウンドに入った3日目も、スコアを1つ落としたが、2位の新関善美と牧野に3打差で最終日を迎える。3日間も首位を走り、報道陣がネタに困って、師である中村からのアドバイスなどを根掘り葉掘り聞くことになる。それが連日報道されたために、丸山は「俺の話したことを、何でもかんでも（マスコミに）しゃべるな」と師匠から雷を落とされる。さらに最もプレッシャーのかかる最終日前夜、丸山がかけた電話に師・中村は出ず、後に「あいつは俺の声を聞くと安心するので、わざと出なかった。73で怒っているんだ、と思わせたかった」と中村は明かしている。
最終日の序盤は苦しい展開になり、スタートの1番でいきなりボギーを叩き、5番でもボギー。このホールでバーディを奪った新関に7アンダーで並ばれてしまうが、その後は息詰まる接戦が続く。首位の丸山が1打リードで迎えた11番でまず5mのバーディパットをねじ込むが、その内側、4mにつけた新関がラインを読んで、打とうとした瞬間に丸山のキャディが全員ホールアウトしたものと勘違いして、カップにピンフラッグを戻してしまう。このキャディの行為に、ホールを取り巻いた1万人近い大ギャラリーが「ドッ」と笑い声が上がり、新関も集中力をそがれ、4mを外してしまう。このホールを境に流れは完全に丸山へと傾き、続く12番ではグリーンオーバーしながら、15mをチップインのバーディ。13番のパー5では第2打をプッシュアウトしてOBゾーンへ一直線するもギャラリーに当たって戻って来てセーフとなり、木の下からの3打目を4mにつけ下りのスライスを1発。ツキを生かして、3連続バーディに結び付け、一気に新関との差を4に広げる。
さらに15番でバーディを奪い、その差が5打に広がった時、新関は丸山に「ちょっと疲れたね」と戦意を失ったかのような言葉を漏らし、丸山は戸惑う。17番で「5打差じゃないか」と思って、打つ直前に右を向いてバックスイングしたところ、右の山の方を向いていたため思い切り引っ張る。ボールはフックして、ぎりぎり左にOBに入ってしまうと、丸山の動揺は激しくなり、打ち直しの第3打をどう打てばいいのか分からなくなったが、師である中村の『困った時は、一緒に回っているプロの真似をしろ』という言葉が脳裏に浮かぶ。丸山は一緒に回る2人のショットに目を凝らし、新関・牧野と同じように中央あたりに立ち、フェードで打って行ったところ、フェアウェイをとらえた。丸山はこのホールをなんとかダブルボギーで切り抜け、一方の新関はパーであった。
丸山は3打のリードで最終18番のパー5を迎え、ティーショットは左、セカンドは右と斜めに川が横切っている18番のティーショットを右の土手気味に打つ。ギャラリーの中から「刻め!」という声が聞こえたため、仕方なく3Wで打ったところ、うまく真ん中に飛んで、残り70ヤードの所に持って行き、そこから52度を大きめに打って奥のカラー。最終ホールをパーで収め、結局3打のリードを守って優勝をモノにした。
長打力を前面に出した攻撃的ゴルフが信条で、1994年には芹澤と共にダンヒルカップ日本代表に選出され、1996年まで9シーズン連続シード選手として活躍。
1993年の大京オープンでは3日目に通算12アンダーで単独首位に躍り出て、最終日の最終ホールではグリーン脇からのアプローチを気迫で沈めて優勝。
1995年のNST新潟オープンでは通算14アンダーで逆転優勝し、サンコーグランドサマーでは3日目に通算13アンダーで首位に1打差の2位タイに浮上して最終的には3位タイ、KBCオーガスタではトッド・ハミルトン（アメリカ）と並んで細川和彦の2位タイ に入った。
2006年のハワイパールオープンでは最終日の1番パー5でバーディー、9番パー4でバーディーとアウトは2アンダーで折り返し、12番あたりからは南国特有のシャワーに見舞われ、13番ショートホールで3パットでボギーを叩く。続く14、15、16番連続バーディーで15アンダーとし、18番ホールでティーショットはフェアウェイをキープするものの、2打はグリーン手前にショート、3打目はピン3mを外して難しいパーパットを残す。震えながら3mのパットを見事に真ん中から沈めて優勝し、賞金1万2000ドルを獲得。
2007年のANAオープンを最後にレギュラーツアーから引退し、2008年からはシニアツアーに参戦。同年は初戦のスターツシニアで9位タイに入ると続くファンケルクラシック3位タイと好調な滑り出しを見せ、4戦目の小林旭・三甲シニアでは優勝した飯合肇を1打差まで追い詰める健闘で2位タイに入った。シニア特別協力競技のヨネックスシニア沖縄で優勝し、シニア2年目の2009年は2戦目のコマツオープンでは通算7アンダーで並んだ伊藤正己、ブーンチュ・ルアンキット（タイ王国）、デビッド・イシイ（アメリカ）とのプレーオフを制してシニアツアーでの優勝を手にした。
コマツオープンではドライバーが曲がりまくって苦労し、初日は11、12番で連続ボギーのあと13番では左右にOBを2連発で8を叩いた。3ホールで6オーバーの後に3バーディーを取り返し、2日目には5バーディーノーボギーの67で上がる。1位にのし上がり、最終日こそプレッシャーでパープレーに終わったが、プレーオフでは110ヤードの第3打をピン左下2.5mのチャンスにつけ、真ん中から沈めて決着させた。
シニア3年目の2010年は、シニアツアー全試合に出場して富士フイルム選手権の11位タイがベスト、賞金ランク39位でシードを守ることはできなかった。

## 主な優勝
レギュラー
- 1985年 - 水戸グリーンオープン
- 1987年 - アコムダブルス
- 1988年 - 関東プロ
- 1989年 - 日刊スポーツオールスターチャリティ
- 1992年 - よこはまオープン
- 1993年 - 大京オープン
- 1995年 - 富山県オープン、NST新潟オープン
- 1996年 - NISSANオールスターチャリティ
- 1997年 - NISSANオールスターチャリティ

その他
- 2004年 - 札幌オープン[23]

海外
- 2006年 - ハワイパールオープン

シニア
- 2008年 - ヨネックスシニアオープン沖縄IN宮古島
- 2009年 - コマツオープン